# سيرجيو بيانتشيتو
سيرجيو بيانتشيتو (بالإيطالية: Sergio Bianchetto)‏ مواليد 16 فبراير 1939 في إيطاليا، هو دراج إيطالي سابق في صنف سباق الدراجات على المضمار. سبق أن شارك في دورة الألعاب الأولمبية الصيفية وفاز بميدالية أولمبية.

## الميداليات
| الميدالية | المسابقة                       |
| --------- | ------------------------------ |
| ذهبية     | الألعاب الأولمبية الصيفية 1960 |
| ذهبية     | الألعاب الأولمبية الصيفية 1964 |
| فضية      | الألعاب الأولمبية الصيفية 1964 |

## روابط خارجية
- سيرجيو بيانتشيتو على موقع أرشيف الدراجات (الإنجليزية)
- سيرجيو بيانتشيتو على موقع CycleBase (الإنجليزية)
- سيرجيو بيانتشيتو على موقع أوليمبيديا (الإنجليزية)
- سيرجيو بيانتشيتو على موقع اللجنة الأولمبية الإيطالية (الإيطالية)
- سيرجيو بيانتشيتو على موقع CONI honoured athlete website (الإيطالية)